# トレハロース
トレハロース（trehalose）とはグルコースが1,1-グリコシド結合してできた二糖の一種である。1832年にウィガーズがライ麦の麦角から発見し、1859年、マルセラン・ベルテロが象鼻虫（ゾウムシ）が作るトレハラマンナ（マナ）から分離して、トレハロースと名づけた。
ブドウ糖が二分子結合した糖であり、餅や団子などが時間とともに硬くなるのを抑制する効果（老化防止）が強く、多くのデンプン系食品に使われている。
また、熱や酸に対する高い安定性や保湿作用、タンパク質の変性抑制作用も有していることから、種々の加工食品に応用されている。
1995年以前は貴重な糖であり、キノコからの抽出が難しく、価格も1kgあたり3〜4万円と高価だったが、岡山県のバイオ企業株式会社・林原（現・ナガセヴィータ）が、デンプンからトレハロースを生成する酵素を発見し、価格を1⁄100 に下げることに成功した。
食品以外に化粧品、飼料、工業用途に広がっている。また、耐糖能改善効果、神経変性疾患抑制効果など、多様な生理機能が報告されている。

## 構造
トレハロースは2つのα-グルコースが1,1-グリコシド結合してできた二糖類である。還元基同士が結合しているため還元性を持たない。

## 物理的性質
- 常温常圧で白色の粉末状の結晶。
- 20℃において、100 gの水に68.9 g溶解する。
- スクロース（蔗糖）の約45%の甘味を持つ。
- カラメル化が起きにくい。

## 化学的性質
- 還元性 - 非還元性である。
- 分解性 - トレハラーゼ (trehalase) により分解されグルコースになる。

## 生物学的性質

### 所在
トレハロースは自然界の多くの動・植物や微生物中にある。
動物ではエビや昆虫類に含まれている。バッタ、イナゴ、蝶、ハチなど多くの昆虫の血糖はトレハロースであり分解酵素・トレハラーゼによってブドウ糖（グルコース）に変えて利用している。また、スズメバチとその幼虫の栄養交換液の中にもある。
昆虫の血糖としてのトレハロース濃度は、400-3,000 mg/dL（10-80 mM）の範囲にある。この値はヒトのグルコースとしての通常の血糖値100-200mg/dLに比べてはるかに高い。この理由の一つとして、トレハロースがタンパク質に対して糖化反応を起こさずグルコースに比べて生体に有害性をもたらさないためである。
植物ではひまわりの種子、イワヒバ、海藻類などに含まれている。また菌類では椎茸、シメジ、マイタケ、ナメコ、キクラゲなどキノコ中に乾燥重量当たり1-17%もあって別名マッシュルーム糖ともいわれる。その他に、パン酵母や酒酵母などの微生物にも含まれている。
ヒトはトレハロースを生合成しないが、小腸と腎臓はトレハロース分解活性を有し、トレハロースをグルコースに分解し消化吸収することができる。

### クリプトビオシス
緩歩動物「クマムシ」は乾燥状態になると、体内のグルコースをトレハロースに変えて乾眠（かんみん）する。この一見死んだように見える状態をクリプトビオシス（cryptobiosis）と呼ぶ。そして水分を得ると復活して活動を開始する。このほかにもネムリユスリカの幼虫・アルテミア（シーモンキー）の卵などが、乾燥状態に耐えられるのも細胞内にトレハロースを蓄えるからと考えられている。
植物においても砂漠や山岳地帯に生えているイワヒバはトレハロースを有することで乾燥してカラカラになっていても雨が降ると青々と復活するため、「復活草」とも呼ばれている。また、干椎茸がよく水で戻るのもトレハロースを含有するためと言われている。
こうしたクリプトビオシスの時の生体内でのトレハロースの作用機序は、分子の運動を制限する状態を維持するガラス転移説と水の代わりに入り込む水置換説やそれらの作用が複合的に関与しているとも考えられている。だが、クリプトビオシスを行う生物すべてがトレハロースを蓄積するわけではないため、トレハロース以外にもクリプトビオシスの成立にとって重要な物質が存在することを示している。

## 生産・製法
酵母を培養し抽出する製法が行なわれていたが、1kgあたり5万円と高価であるため、一部の化粧品・試薬にしか使用されていなかった。
そのため、各種の製造法の開発競争が行なわれていたが、1994年に林原の丸田和彦らが、従来不可能といわれていたでん粉からの安価な大量生産法を確立し、その翌年より、従来の約100分の1の価格である1kg数百円で発売を開始した。
これはデンプンの還元末端をトレハロース構造に変えるグリコシルトレハロース生成酵素（マルトオリゴシルトレハロースシンターゼ）とそのトレハロース構造部分を切り離していくトレハロース遊離酵素（マルトオリゴシルトレハローストレハロヒドラーゼ）の2つの酵素を作用させることで、でん粉から非常に高い収率で高純度のトレハロースを安価に大量生産することを可能にしている。

## 用途
他の糖類では見られない多様な機能を有しており、加工食品を始め多岐にわたる。
- 食品
  - 和・洋菓子、パン、惣菜、水産加工品、畜産加工品、レトルト食品、冷凍食品、飲料などの加工食品から、外食・中食・家庭での調理まで様々な食品で、食品添加物として使用されている。
  - これは、トレハロースがさっぱりとした上品な甘味を呈すること、食品の三大栄養素である炭水化物（でん粉など）、蛋白質、脂質に対して品質保持効果を発揮すること、また強力な水和力により、乾燥や凍結からも食品を守り食感を保つこと、矯味矯臭効果により、苦味や渋味・えぐ味・生臭み・けもの臭・レトルト臭などを抑え、多様な作用による複合的効果が期待できるためである。
  - キャラメル化が起こりにくいので、焼き色を抑えるのに利用する。
- 化粧品
  - 保水力を活かし、保湿成分として各種の基礎化粧品や入浴剤、育毛剤に使用されている。
- 医薬品
  - 組織や蛋白質の保護作用を活かして、臓器移植時の臓器保護液など。
- その他
  - クールビズや防臭効果をうたった繊維、切花延命剤、抗菌シート、昆虫の栄養剤、文化財の保存処理[12]など、多分野に及ぶ。

## 関連研究
トレハロースの安価な大量供給が可能となったため、トレハロースを利用した各種の研究も急速に増えてきた。特に医学関連では手術による開腹後の癒着防止剤、ドライアイの治療薬、乾燥血液製造などの用途をめざして研究がされている。
大阪市文化財協会保存科学室の伊藤幸司を中心に、トレハロースを木製文化財の腐敗防止処理に利用する研究が進められている。伊藤らは、長崎県松浦市鷹島町沖で引き揚げられた元寇船の隔壁板を、2019年8月よりトレハロースに浸透させ、2021年3月13日にトレハロースから取り出した。従来のポリエチレングリコールに浸す方法に比べ、浸透期間が短縮できる利点がある。